# Apalis sharpii
Apalis sharpii là một loài chim trong họ Cisticolidae.